# 的黎波里—開普敦高速公路
的黎波里–开普敦高速公路是非洲横贯公路网3号公路，是由联合国非洲经济委员会（非洲经委会），非洲开发银行（ADB），非洲联盟正在开发建设中的洲际公路。这条路线有10808公里（6,716英里）的长度，道路有较长一段未建设完毕。